# Elasticidad cruzada de la demanda
En economía, la elasticidad cruzada de la demanda o elasticidad precio cruzada de la demanda mide la respuesta de la demanda para un bien al cambio en el precio de otro bien. Se mide como el cambio porcentual en la cantidad demandada para el primer bien que ocurre en respuesta a un cambio porcentual en el precio del segundo bien.
Por ejemplo, si, en respuesta a un incremento del 10% en el precio de la gasolina, la demanda de coches nuevos que no son eficientes en términos de consumo de gasolina  decreciera en un 20%, la elasticidad cruzada de la demanda sería:
{\displaystyle {\frac {-20\%}{10\%}}=-2}. La elasticidad cruzada negativa denota que dos productos son complementarios, mientras que una elasticidad cruzada positiva denota que son dos productos sustitutos, también denominados sustitutivos.

## Fórmula
La fórmula utilizada para calcular el coeficiente de la elasticidad cruzada de la demanda es
{\displaystyle E_{A,B}={\frac {\%\ {\rm {{cambio}\ {\rm {{en}\ {\rm {{la}\ {\rm {{demanda}\ {\rm {{del}\ {\rm {{producto}\ A}}}}}}}}}}}}}{\%\ {\rm {{cambio}\ {\rm {{en}\ {\rm {{el}\ {\rm {{precio}\ {\rm {{del}\ {\rm {{producto}\ B}}}}}}}}}}}}}}}
o:
{\displaystyle E_{A,B}={P_{B,1}+P_{B,2} \over Q_{A,1}+Q_{A,2}}\times {\Delta Q_{A} \over \Delta P_{B}}={\frac {\partial Q_{A}}{\partial P_{B}}}{\frac {P_{B}}{Q_{A}}}}

## Elasticidades cruzadas de la demanda seleccionadas
Se presentan varios ejemplos de la elasticidad cruzada de la demanda (ECD) para varios bienes:
| Bien            | Bien con cambio en el precio | ECD   | Tipo de productos |
| --------------- | ---------------------------- | ----- | ----------------- |
| Mantequilla     | Margarina                    | +0.81 | Sustitutos        |
| Ternera         | Cerdo                        | +0.28 | Sustitutos        |
| Entretenimiento | Comida                       | -0.72 | Complementarios   |